# Conférence des étudiants vice-présidents d'université
La Conférence nationale des Étudiants Vice-Présidents d’Université (CEVPU) est une association loi de 1901 qui réunit les étudiants assumant des fonctions de Vice-Président d’Université française. Originairement constituée comme une simple réunion annuelle de mutualisation, elle est depuis mai 2003 une association loi de 1901.
Depuis le 6 octobre 2024, l'actuelle présidente de la CEVPU est Angeline Okombi, vice-présidente vie universitaire de l'Université de Strasbourg.

## Histoire
La Conférence nationale des Étudiants Vice-Présidents d’Université a été fondée à Nice le 30 septembre 2001, lors des IXes rencontres nationales des étudiants Vice-Président d’Université (les étudiants assumant des fonctions avaient pris l'habitude de se réunir régulièrement entre eux, pour échanger leurs expériences et leurs projets, depuis plusieurs années). Elle a été durant près de 2 ans un groupement de fait, sous la direction de Jean-Marc Giaume et de son équipe.
La CEVPU est devenue une association en droit (association loi de 1901) le 9 mars 2003, à la suite des XIIèmes rencontres, à Aix-en-Provence. Son premier Président fut Charles-Jacques Martinetti, alors Vice-Président Étudiant de l'Université Aix-Marseille III.
Elle est l’aboutissement de nombreux débats tenus lors des rencontres précédentes, mais elle est aussi et surtout le signe de la prise de conscience progressive de la nécessité d’une telle structure pour asseoir l’action des Vice-Présidents, promouvoir les liens entre eux et favoriser le partage de leurs expériences et compétences respectives.
Initialement désignée comme "Conférence des Vice-Présidents Étudiants d’Université" (C.V.P.E.U.), l'association a modifié ses statuts et pris son nom actuel de Conférence nationale des Étudiants Vice-Présidents d’Université (C.E.V.P.U.), à la suite de la décision de son assemblée générale, le 8 février 2004, à Strasbourg afin de répondre à deux objectifs stratégiques : affirmer clairement son caractère de structure nationale et affirmer l'importance du rôle des étudiants assumant les fonctions de Vice-Président d'Université en n'encouragent pas l'usage du terme de « Vice-Président Étudiant » (V.P.E.), alors galvaudé dans certaines universités au point de laisser penser qu'il existait une catégorie de Vice-Présidents différents des autres. Néanmoins c'est le nom aujourd'hui retenu par la Loi relative aux libertés et responsabilités des universités.

## Objectifs
La CEVPU est une structure de mutualisation et d’expertise au service de tous les acteurs de l’enseignement supérieur.
Accroître la participation des étudiants à la gouvernance de leur établissement d’enseignement supérieur est l’autre mission que s’est confiée la CEVPU. Pour y arriver, elle propose des conseils pour la mise en place et le développement de vice-présidences confiées à des étudiants dans le cadre d’une cogestion citoyenne des universités. Elle peut à ce titre se prononcer officiellement sur les sujets relatifs aux domaines de compétences des vice-présidents (par exemple : la vie étudiante).

## Organisation interne
L’Assemblée Générale estivale de la CEVPU désigne tous les ans un Président et une Commission Permanente. Le Président de la CEVPU fait figure de « porte-parole » des vice-présidences des Universités françaises confiées à des étudiants. Le Président de la CEVPU est élu pour un an renouvelable une fois.
La Commission Permanente, conseil d'administration de l'association, est composée d'un maximum de 15 personnes (hors chargé de missions). Elle décide des actions de l’association dans le cadre de la politique générale définie par l’Assemblée Générale.
La conférence se réunit usuellement trois fois par an lors de « Rencontres Nationales ». Le reste de l’année, elle se réunit par secteur géographique.
Association indépendante de toute organisation étudiante représentative, la CEVPU et sa Commission Permanente sont composées de membres reflétant la diversité du mouvement étudiant.
Chaque génération d'étudiants Vice-Présidents dirige l'association dans cet esprit. Constitué des membres des deux précédentes Commissions Permanentes, le Conseil de Surveillance de la CEVPU est le garant du respect des statuts. Chaque année, le Président du Conseil de Surveillance fait un rapport moral sur le bon fonctionnement de l’association dans l’esprit desdits statuts. Il participe, avec voix consultative, aux réunions de la Commission Permanente. Il s'agit depuis le renouvellement de la Commission Permanente, d'Enora Lorcy (ancienne vice-présidente étudiante de l'Université Gustave-Eiffel).
Conformément à ses statuts, les moyens de fonctionnement de la CEVPU sont de plusieurs types :
- les cotisations payées par les Universités françaises adhérentes. Presque toutes les Universités françaises sont adhérentes et payent chacune la somme de 300 euros par an[3]
- les subventions
- les dons

La conférence est actuellement installée à la Maison Etudiante (3ème), à Paris.

## Liste des présidentes et présidents
- Mars 2003 - Février 2004 : Charles Jacques Martinetti (Université d'Aix-Marseille III)
- Février 2004 - Novembre 2004 : Pierre-Yves Ollivier (Université de Rennes I)
- Novembre 2004 - Novembre 2006 : Sylvain Comparot (Université de Bourgogne)
- Novembre 2006 - Novembre 2007 : François Laurin (Université de Strasbourg III)
- Novembre 2007 - Novembre. 2008 : Olivier Lopez (Université d'Aix-Marseille I)
- Novembre 2008 - Mars 2009 : Anne Beinier (Université de la Réunion)
- Mai 2009 - Juin 2010 : Fred Maissa (Université de Bourgogne)
- Juin 2010 - Juillet 2011 : Julie Costa (Université Paris-Est Créteil Val-de-Marne)
- Juillet 2011 - Avril 2012 : Margaud Antoine Fabry (Université Paul-Verlaine - Metz) puis administration provisoire de Adrian Brun (Université Paris Descartes) et Nathan de Arriba Sellier (Université Jean Moulin Lyon III)
- Juillet 2012 - Juillet 2014 : Florian Turc (Université Joseph-Fourier - Grenoble 1)
- Juillet 2014 - Juillet 2016 : Antoine Martin (Université de Picardie Jules-Verne) puis administration provisoire de Raphaëlle Rémy-Leleu (Institut d'études politiques de Paris)
- Septembre 2016 - Juillet 2017 : Dorian Colas des Francs (Université de Bourgogne) puis administration provisoire de Clotilde Hoppe (Institut d'études politiques de Paris) (juillet à septembre) puis de Clotilde Hoppe, Nassim Mekeddem (Comue Université Grenoble-Alpes), Maeva Tisserand (Université Paris 13) et Florian Turc (septembre à novembre)
- Novembre 2017 - Septembre 2018 : Ilona Lemaitre (Université Lille 2 Droit et Santé)
- Septembre 2018 - Septembre 2019 : Damien Klaeyle (Université de Caen Normandie)
- Septembre 2019 - Juillet 2020 : Clémence Didier (Université de Lorraine) puis administration provisoire de Maeva Tisserand (Université Sorbonne-Paris-Nord)
- Octobre 2021 - Octobre 2022 : Gaël Dupire (Université Paris-Saclay)
- Octobre 2022 - Octobre 2023 : Kenza Derki (Université de Limoges)
- Octobre 2023 - Octobre 2024 : Sacha Duperret (Université de Bordeaux)
- Octobre 2024 - Aujourd'hui : Angeline OKOMBI (Université de Strasbourg)

## Honorariat
Au cours des années, certains membres de la CEVPU ont été distingués au rang de membre d'honneur ou de Président d’honneur :

### Liste des présidents d’honneurs
- Charles-Jacques Martinetti (Université Aix-Marseille III)
- Sylvain Comparot (Université de Bourgogne)
- Olivier Lopez (Université Aix-Marseille I)
- Julie Costa (Université Paris-Est Créteil Val-de-Marne)
- Florian Turc (Université Joseph-Fourier - Grenoble 1)
- Dorian Colas Des Francs (Université de Bourgogne)

### Liste des membres d’honneurs
- Nicolas Ménard (Université Strasbourg I), à titre posthume (décédé le 17 octobre 2003)
- Yann Ricou (Université de Tours), à titre posthume (décédé le 3 décembre 2004)
- Yannick Morvan (Université Paris Descartes)
- David Dobbels (Université Paris I)
- Ludovic Arnault (Université de Nice Sophia Antipolis)
- Amandine Escherich (Université de Rennes II)
- Marie-Odile Peyroux-Sissoko (Université Montesquieu Bordeaux IV)
- Raphaëlle Rémy-Leleu (Institut d'études politiques de Paris)
- Hadrien Maury-Casalta (Université Paris 1 - Panthéon Sorbonne)
- Clotilde Marseault (Université de Tours)
- Maeva Tisserand (Université Sorbonne-Paris-Nord)